# Andreas Bengtsson
Andreas Bengtsson, född 22 februari 1996, är en svensk fotbollsspelare som spelar för Oskarströms IS. Han har tidigare spelat för Halmstads BK.

## Karriär
I december 2016 förlängde Bengtsson sitt kontrakt i Halmstads BK med tre år. I juli 2019 förlängdes kontraktet till och med 2022. Bengtsson spelade 28 ligamatcher under säsongen 2020, då Halmstads BK blev uppflyttade till Allsvenskan. Efter säsongen 2022 lämnade han Halmstads BK efter åtta säsonger i klubben. Bengtsson spelade totalt 177 seriematcher och gjorde tre mål samt tio assist.